# Coalició Democràtica Eslovaca
Coalició Democràtica Eslovaca (eslovac Slovenská Demokratická Koalícia, SDK) fou una coalició electoral d'Eslovàquia formada el 3 de juliol de 1997 de la unió de cinc partits.
El cap de la coalició era Mikuláš Dzurinda. Es presentà a les eleccions legislatives eslovaques de 1998, on va obtenir 884.497 vots (el 26,33% dels vots) i 42 escons. Encara que el partit més votat fou el Moviment per una Eslovàquia Democràtica, va formar un govern de coalició amb el Partit de l'Esquerra Democràtica, el Partit de la Coalició Hongaresa i el Partit de l'Entesa Cívica, i Mikuláš Dzurinda fou primer ministre d'Eslovàquia amb una coalició pro-mercat i pro-europeu amb el Partit de l'Esquerra Democràtica (SDL), l'Aliança Hongaresa (SMK) i el Partit de l'Entesa Cívica (SOP).
La coalició SDK no va tenir èxit, i Mikuláš Dzurinda va anunciar la formació d'un nou partit, la Unió Democràtica i Cristiana Eslovaca – Partit Democràtic (SDKÚ) per substituir-la com a partit unifica, però només la Unió Democràtica (DÚ) s'hi va fusionar. La SDK va desaparèixer en 2001, i fins al final de la legislatura el govern el van formar SDKÚ, SDL, Moviment Democràtic Cristià (KDH), SMK, SOP i DS. L'agost de 2002 deixà d'existir oficialment.

## Membres
| Partit | Partit                         | Ideologia            | Posició        |
| ------ | ------------------------------ | -------------------- | -------------- |
|        | Moviment Democràtic Cristià    | Democràcia cristiana | centredreta    |
|        | Unió Democràtica (antiga DEUS) | Liberalisme          | centredreta    |
|        | Partit Democràtic              | Conservadorisme      | centredreta    |
|        | Partit Socialdemòcrata         | Socialdemocràcia     | centreesquerra |
|        | Partit Verd a Eslovàquia       | Ecologisme           | centreesquerra |